# Matsumoto Fūko

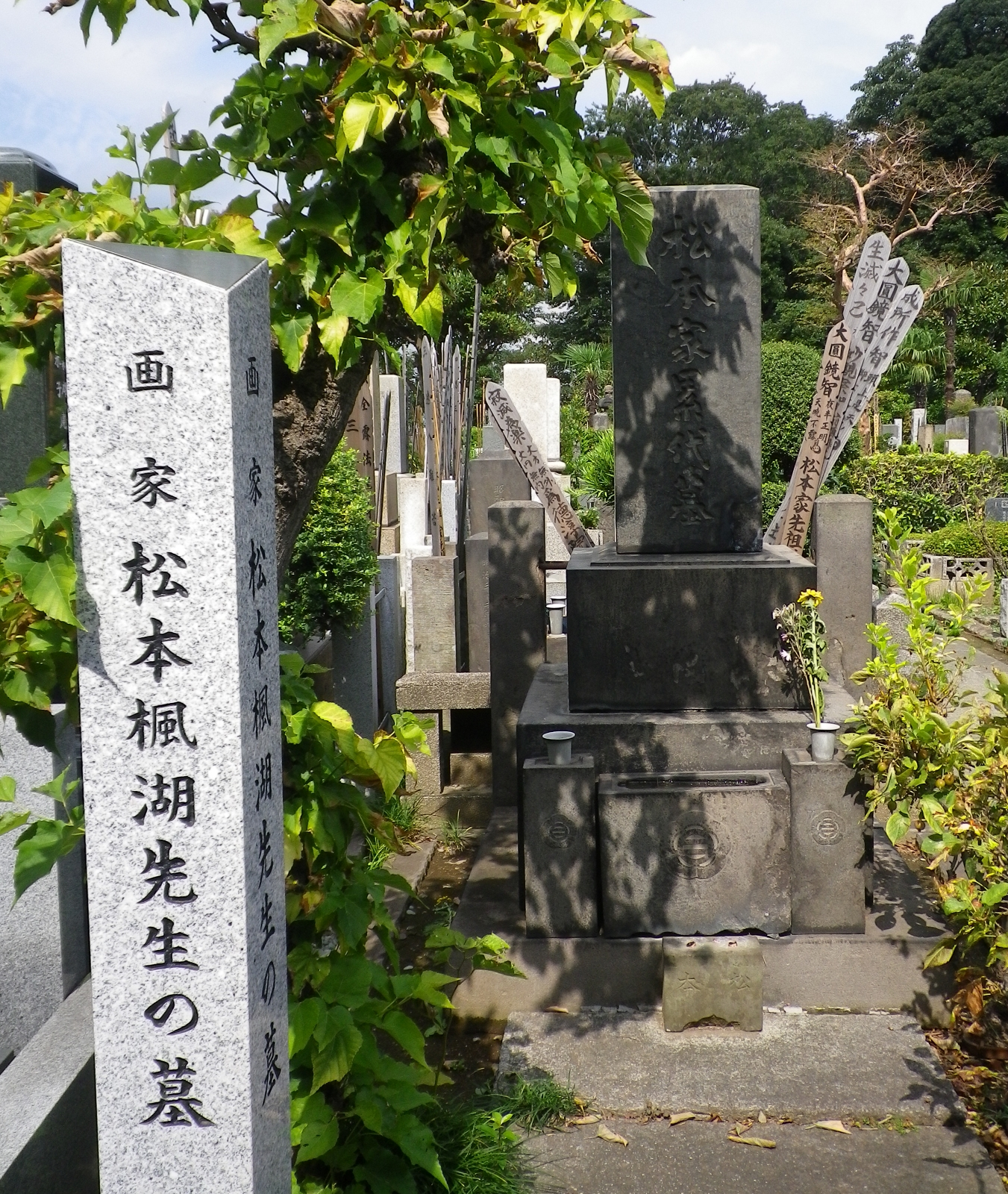
Matsumotos Grab

Matsumoto Fūko (japanisch 松本 楓湖; geboren 9. Oktober 1840 in Terauchi (Provinz Hitachi); gestorben 22. Juni 1923) war ein japanischer Maler der Nihonga-Richtung.

## Leben und Werk
Matsumoto Fūko studierte Malerei unter Oki Ichiga (沖 一峨; 1779–1855), der zur Edo-Zeit der Rimpa-Schule gehörte. Ein weiterer Lehrer war Satake Eikai (佐竹 永海; 1803–1874), der zur Schule des Tani Bunchō gehörte. Ein dritter Lehrer war Kikuchi Yōsai (1781–1870).  
Anfangs stellte Matsumoto Illustrationen für Publikationsreihen her, wie „Yōgaku Kōyō“ (幼学綱要), „Fujō Kagami“ (婦女鑑) oder andere Lesebücher (読本, Yomihon), und beeinflusste damit den Illustrationsstil der frühen Meiji-Zeit. 1895 waren auf der 4. „Inländischen Ausstellung zur Förderung der Wirtschaft“ (内国勧業博覧会, Kokunai kangyō hakurankai) die Bilder „Mōko Shūrai“ (蒙古襲来), ein Bild zur Mongoleninvasion in Japan, und „Hekiteikan“ (碧蹄館) zu sehen.
Als Okakura Kakuzō 1898 aus Protest die „Tōkyō bijutsu gakkō“ (東京美術学校), eine der Vorläufereinrichtungen der heutigen Universität der Künste Tokio, verließ und das Nihon Bijutsuin gründete, beteiligte sich Matsumoto daran und wurde Mitglied der Einrichtung. Im folgenden Jahr wurde Matsumoto, zusammen mit Okakura und Hashimoto Gahō, Gutachter auf der 7. Ausstellung der „Kaiga kyōshinkai“ (絵画共進会). Als 1907 der Staat die Ausstellungsreihe „Bunten“ ins Leben rief, wurde er auch dort Gutachter. Im selben Jahr zeigte er auf der „Inländischen Ausstellung zur Förderung der Wirtschaft“ das Bild „Nawanagatoshi Hōtei“ (名和長年 奉帝図), 1909 wurde sein Bild „Shōnankō shi Jōnawateni fusenzu“ (小楠公於四条畷奮戦図) angenommen, das ihn als hervorragenden Maler geschichtlicher Themen auswies.
1919 wurde Matsumoto Mitglied des „Teikoku Bjutsuin“, der Vorläufereinrichtung der heutigen Akademie der Künste. Aus seiner Malschule „Angadō Gajuku“ (安雅堂画塾) gingen Maler wie Imamura Shikō, Hayami Gyoshū, Uehara Konen, Takahashi Kōko und viele weitere Künstler hervor.

## Bilder

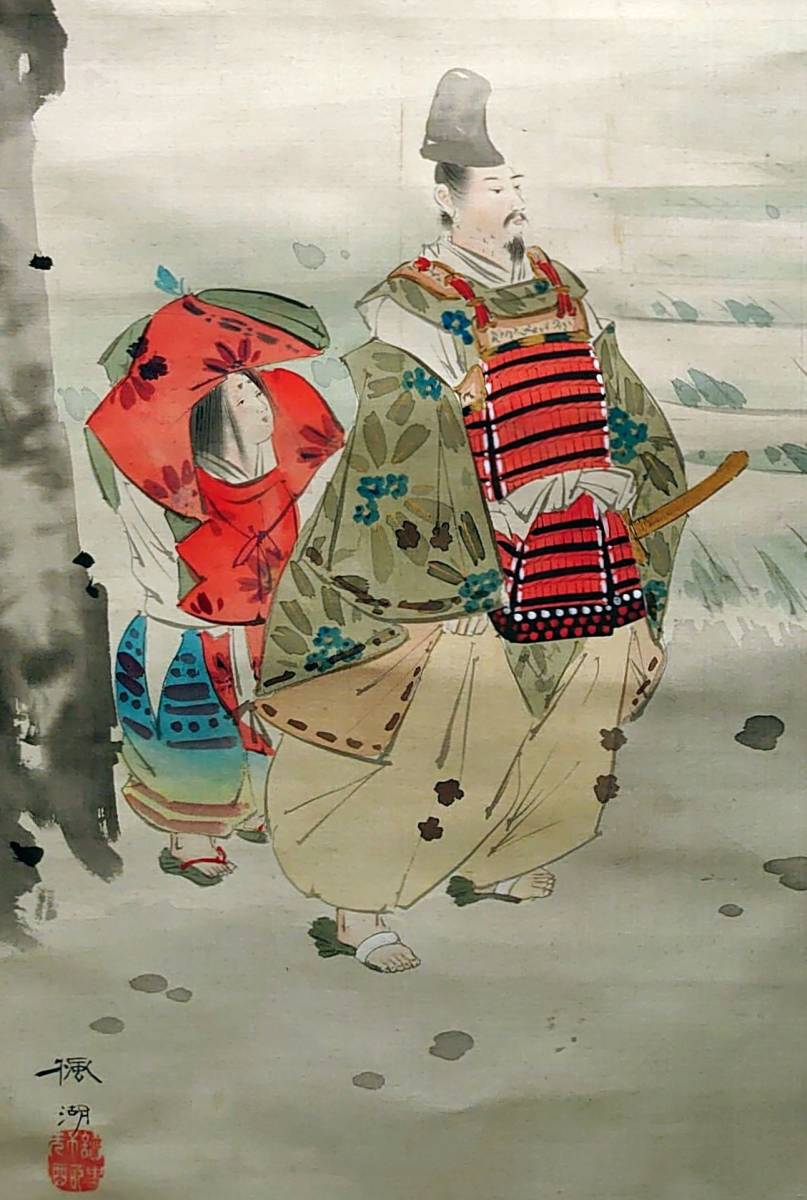
Ritter
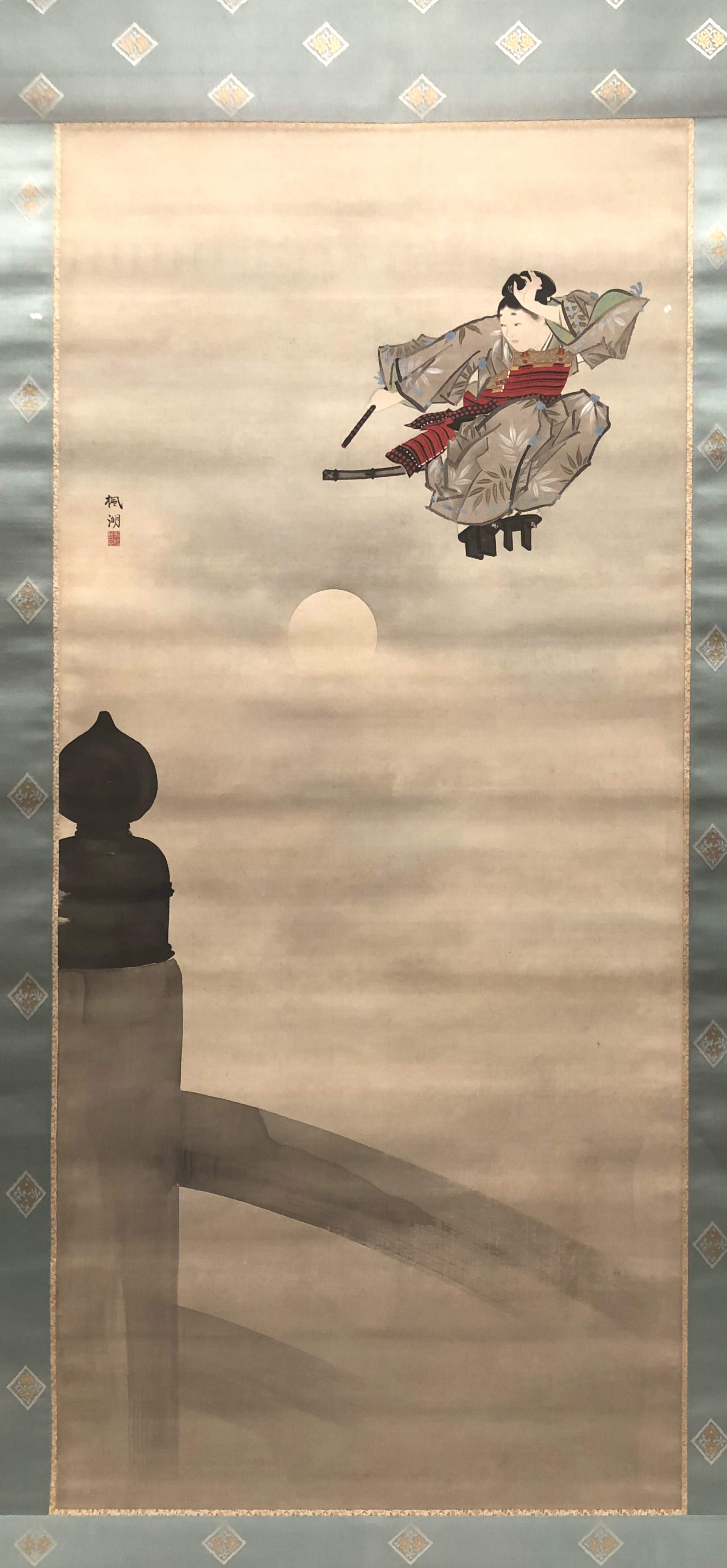
Ushiwaka
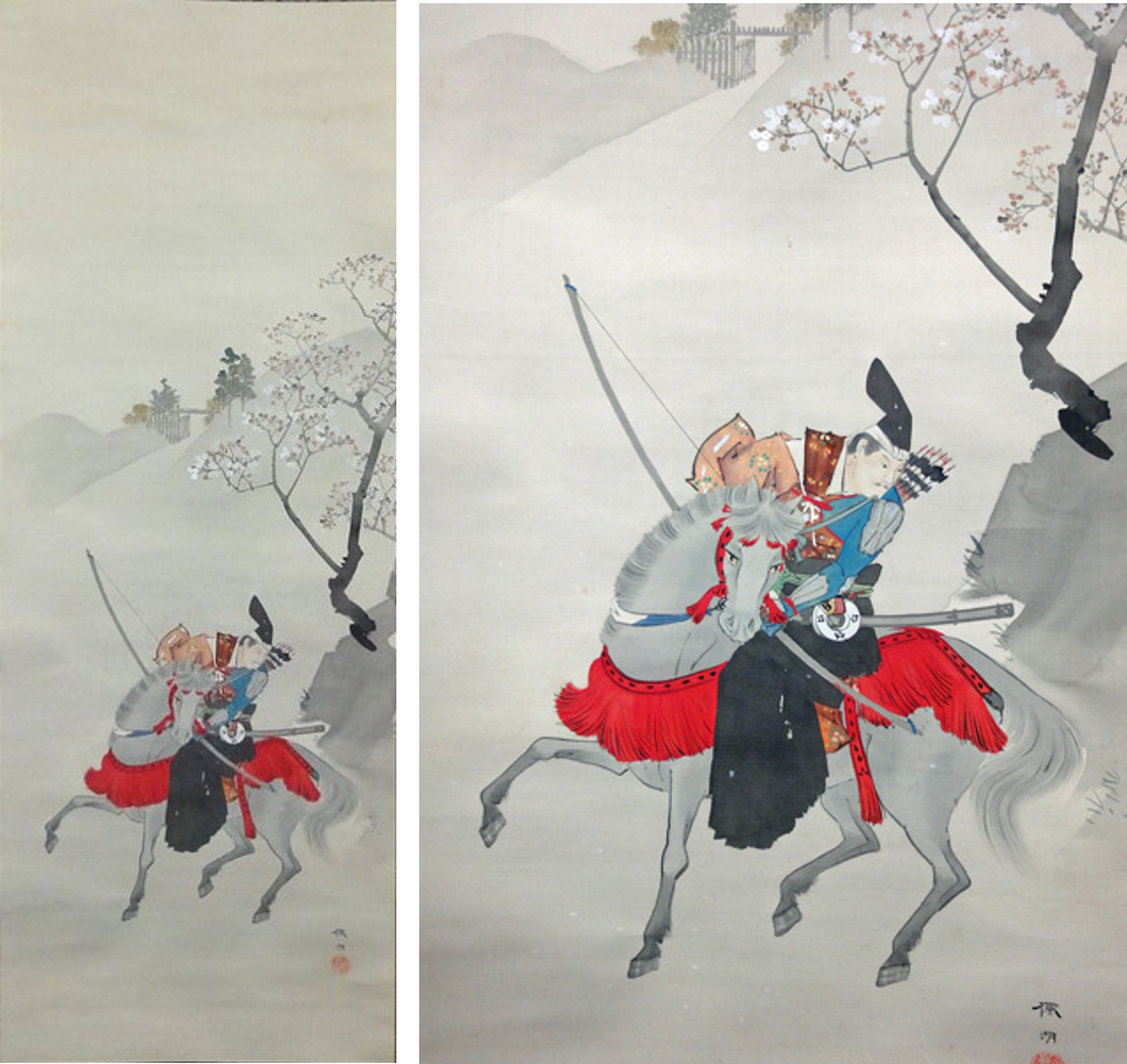
Drei Blumen im Schnee 1
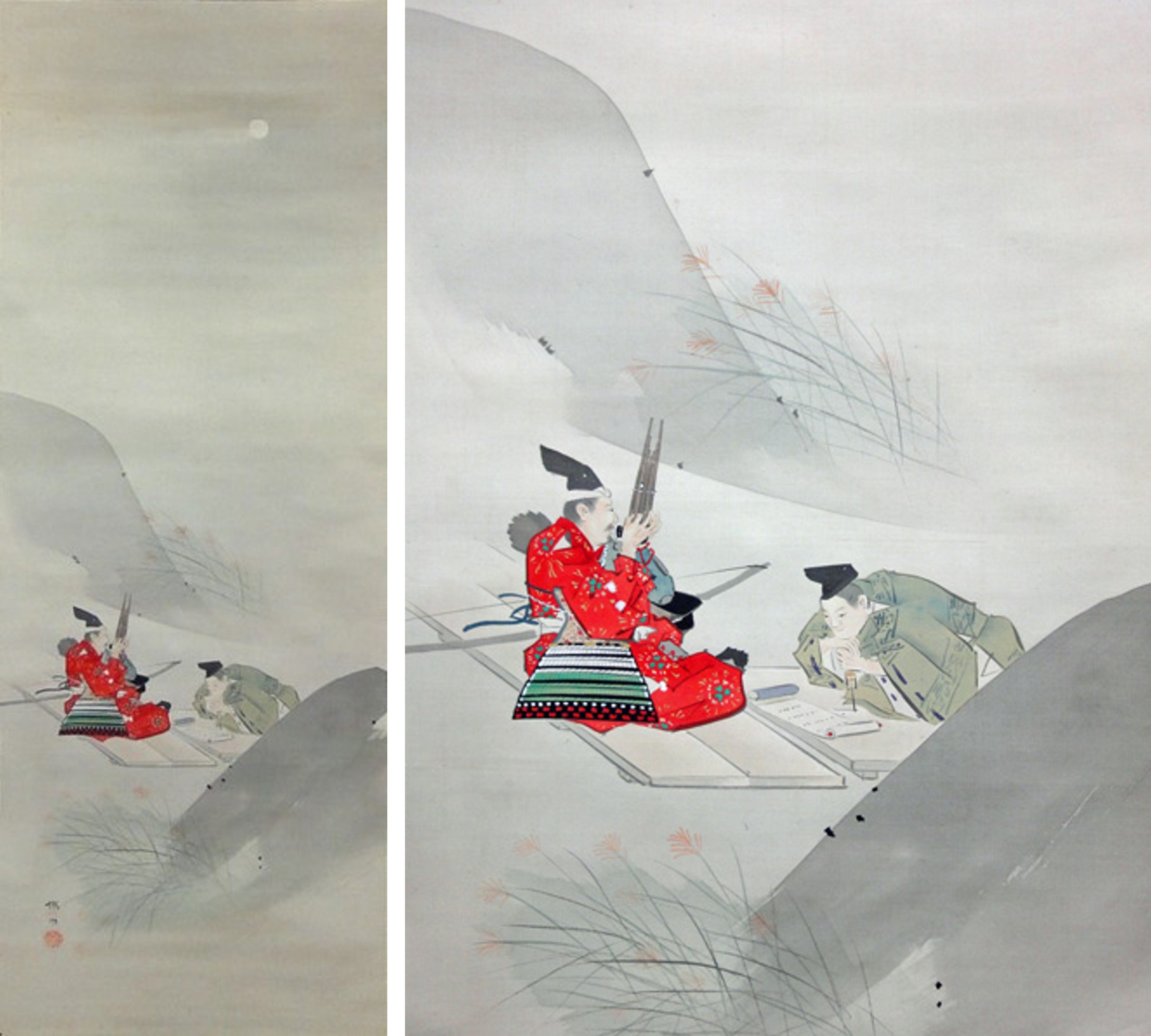
Drei Blumen im Schnee 2
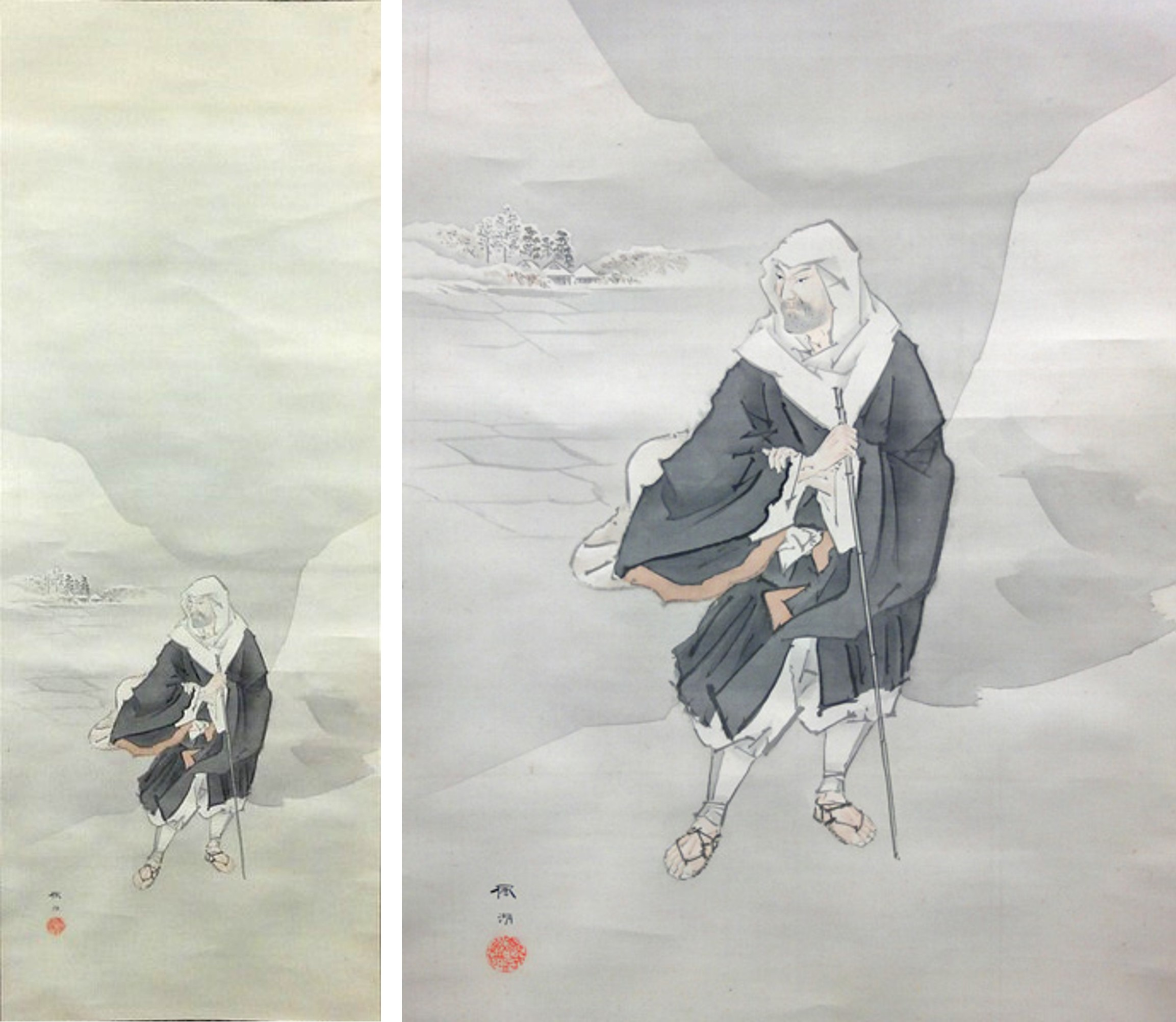
Drei Blumen im Schnee 3
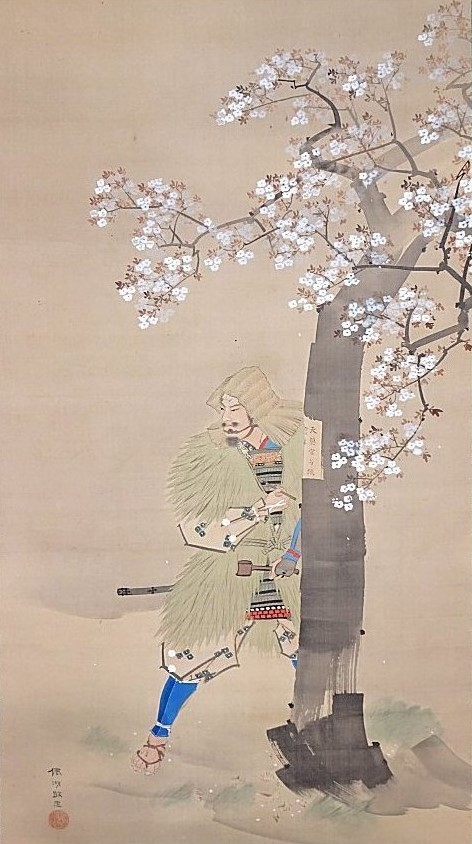
Kojima Takanori